# Лебедь, Дмитрий Валерьевич
Дмитрий Валерьевич Лебедь (род. 1986, Абаза, Хакасская автономная область, РСФСР, СССР) — российский серийный убийца и насильник, проживавший в Абакане, Республика Хакасия. В период с 2012 по 2017 год совершил по меньшей мере 15 нападений на молодых женщин, в том числе не менее 5 убийств. Работал водителем такси, действовал в Абакане и на прилегающих территориях Хакасии и Красноярского края.

## Биография
Дмитрий Лебедь родился в городе Абаза Республики Хакасия. По свидетельствам знакомых, в детстве был спокойным ребёнком. После переезда его семьи в Абакан женился, у него с женой родились дети. По свидетельству супруги Дмитрия Лебедя, с его стороны были случаи домашнего насилия: однажды он начал её душить.
Летом 2012 года жена выгнала его из дома (впоследствии они развелись). Именно в это время, 19 июня 2012 года, пропала первая жертва Лебедя — 22-летняя девушка, проживавшая неподалёку от дома преступника.
Второе убийство было совершено в ночь с 13 на 14 октября 2012 года. Дмитрий Лебедь в качестве таксиста подобрал у одного из абаканских кафе 20-летнюю пассажирку, которую затем задушил. Тело утопил в дренажном канале. За это убийство Лебедь был дополнительно осуждён в октябре 2022 года.
5 и 12 июня 2015 года Лебедь совершил ещё два убийства молодых женщин.
Последнее убийство произошло в ночь с 1 на 2 сентября 2017 года. 24-летнюю девушку Лебедь подобрал ночью на автобусной остановке, впоследствии изнасиловал и задушил. Тело отвёз в Минусинский район и выбросил в районе Минусинской ТЭЦ. Преступник был обнаружен благодаря работе системы ГЛОНАСС, через которую отслеживались передвижения автомобиля такси, использовавшегося Лебедем.
12 апреля 2019 года Верховный суд Республики Хакасия приговорил его к пожизненному лишению свободы. Был отправлен отбывать наказание в «Исправительную колонию № 6 Управления Федеральной службы исполнения наказаний по Хабаровскому краю», известную как «Снежинка».

## В массовой культуре
- Художественный сериал «Мёрзлая земля» (2023)[9][10]
- Документальный фильм «Дело ночного таксиста» из цикла «Охота на маньяка» (2024)[11]
- Интервью сожительницы Дмитрия Лебедя Стеллы Комиссаровой (2024)[8]